# الکساندر لیکوپولیسی
الکساندر لیکوپولیسی نویسندهٔ مسیحی یک رسالهٔ در مخالفت با دین مانوی است. این کتاب در بیست و شش فصل نوشته شده‌است. او در فصل دوم کتابش بیان می‌دارد که دانشش را از آموزه‌های مانس از دوستان انسان دریافت داشته‌است. نویسنده در این رساله از شیوهٔ تحلیلی یونانی در خدمت خداشناسی مسیحی بهره برده‌است. او خوداو را اسقف اسیوط دانسته‌اند. اگرچه پژوهشگری چون اتو باردنهور وی را کافر و پیرو افلاطون دانسته‌است.